# A Bronx Morning
A Bronx Morning – amerykański film z 1931 roku w reżyserii Jaya Leydy.

## Wyróżnienia
| Rok wpisania | National Film Registry |
| ------------ | --- |
| 2004         | Lista filmów budujących dziedzictwo kulturalne USA utworzona przez National Film Preservation Board i przechowywana w Bibliotece Kongresu Stanów Zjednoczonych |